# Мальцево (Юргинський округ)
Ма́льцево (рос. Мальцево) — село у складі Юргинського округу Кемеровської області, Росія.

## Населення
Населення — 513 осіб (2010; 490 у 2002).
Національний склад (станом на 2002 рік):
- росіяни — 95 %